# 山梨県道603号穴山停車場線
山梨県道603号穴山停車場線（やまなしけんどう603ごう あなやまていしゃじょうせん）は、山梨県韮崎市を起点・終点とする一般県道である。

## 概要
国道141号および、塩川沿いの地域から穴山駅にアクセスするための道路である。国道141号から七里岩に向かい坂に入る。坂道を上り終えて進むと穴山郵便局、さらには穴山駅に至る。

### 路線データ
- 起点：山梨県韮崎市中田町小田川（桐の木橋交差点＝国道141号交点、山梨県道621号須玉中田線終点）
- 終点：山梨県韮崎市穴山町夏目（穴山駅前）
- 延長：約2km

## 通過する自治体
- 山梨県韮崎市

## 交差・接続する道路
- 国道141号（韮崎市中田町・桐の木橋交差点）
- 山梨県道621号須玉中田線（同上）
- 長野県道・山梨県道17号茅野北杜韮崎線（韮崎市穴山町・穴山郵便局前交差点）

## 周辺
- 穴山温泉
- 兜山公園
- 穴山の里
- 穴山郵便局
- 能見城跡
- 穴山駅